# والنس
والِنْس با نام کامل فِلاویوس یولیوس والِنْس (به لاتین: Flavius Julius Valens) (زادهٔ ۳۲۸ - درگذشتهٔ ۳۷۸) امپراتور روم بین سال‌های ۳۶۴ تا ۳۷۸ و برادر والنتینیان یکم بود. والنتینیان پس از مرگ ژوویان به امپراتوری برگزیده شد و با تقسیم امپراتوری به دو بخش شرقی و غربی، برادرش والنس را به امپراتوری مشترک با خود برگزید، او را امپراتور نواحی شرقی ساخت و خود ادارهٔ سرزمین‌های غربی روم را در دست گرفت.

## زندگی

### سال‌های آغازین و رسیدن به قدرت
والنس در حدود ۳۲۸ زاده شد. او دومین پسر گراتیان، از اهالی پانونیا و برادر کوچک والنتینیان (بعدتر امپراتور والنتینیان یکم) بود و همچون پدر و برادرش به حرفهٔ نظامی روی آورد. پس از آنکه ژوویان در ۱۷ فوریه ۳۶۴ درگذشت، والنتینیان به جانشینی او برگزیده شد و او نیز در ۲۸ مارس همان سال برادرش را به امپراتوری مشترک با خود برگزید. والنتینیان روم را به دو بخش شرقی و غربی تقسیم کرد و ادارهٔ بخش شرقی را که از نظر منابع غنی‌تر بود به والنس سپرد و خود کنترل نواحی پرخطر غربی را در اختیار گرفت.

### دوران امپراتوری
والنس کمی پس از در دست گرفتن قدرت از سوی پروکوپیوس که فردی بت‌پرست بود به چالش کشیده شد زیرا او در سپتامبر ۳۶۵ در قسطنطنیه شورید و خود را امپراتور خواند. والنس برای سرکوب او از انتاکیه حرکت کرد و دو سپاه در ۳۶۶ در ناکولیا در فریگیه با یکدیگر روبرو شدند. اما فرماندهان پروکوپیوس به او خیانت کرده و بیشتر سپاهیانش نیز او را ترک کردند. پروکوپیوس فرار کرد اما بر اثر خیانتی دوباره دستگیر و اعدام شد.
والنس سپس توجه خود را متوجه شمال و ویزیگوت‌های تحت فرمان آتاناریک کرد که پیشتر به پروکوپیوس یاری رسانده و پس از آن تهدید به حمله به تراکیه می‌کردند. والنس درمه ۳۶۷ از دانوب گذشت و سرزمین‌های ویزیگوت‌ها (در رومانی امروزی) را ویران ساخت. دو سال بعد او دوباره به آنجا یورش برد و ویزیگوت‌ها را به سختی شکست داد.

### نبرد آدریانوپل و مرگ
والنس در زمستان ۳۷۱–۳۷۲ توطئهٔ تئودوروس در انتاکیه را سرکوب کرد و پس از آن درگیر جنگ با ساسانیان شد. او در ابتدا پیروزی‌هایی را در میان‌رودان به دست آورد اما سرانجام مجبور به امضای عهدنامهٔ صلح در ۳۷۶ با ایرانیان شد. او در همان سال به ویزیگوت‌ها که مورد تهاجم هونها قرار گرفته، شکست‌خورده و از سوی آنها دنبال می‌شدند اجازه داد تا در منطقهٔ متعلق به رومیان در جنوب دانوب ساکن شوند. اما این تصمیمی فاجعه‌آمیز بود زیرا هنوز چندی از ورود ویزیگوت‌ها نگذشته بود که آنها علیه رومیان سر به شورش برداشته و والنس را در ۹ اوت ۳۷۸ درگیر جنگی بزرگ و سرنوشت ساز در آدریانوپل (ادرنه - واقع در ترکیه امروزی) نمودند. تاکتیک‌های نظامی ضعیف والنس در این جنگ که به نبرد آدریانوپل معروف شد، شکست و نابودی کامل لشکر او را به همراه داشت و خود امپراتور نیز یکی از بی‌شمار کشته‌شدگان این نبرد بود.

### مذهب
والنس پیرو مسیحیت آریانی بود و درحالیکه زیاد در کار بت‌پرستان دخالت نمی‌کرد اما کاتولیکها را مرتباً مورد اذیت و آزار قرار می‌داد. او حتی دست به تبعید اسقف‌ها زد هرچند در اواخر حکومتش کمی نرمش نشان داده و به تبعیدشدگان اجازهٔ بازگشت داد.